# فرانسيسكو مانشيني (لاعب كرة قدم)
فرانسيسكو مانشيني (بالإيطالية: Francesco Mancini)‏ (21 يونيو 1990 بروما في إيطاليا - ) هو لاعب كرة قدم إيطالي في مركز الوسط. لعب مع نادي فاريسي ونادي لاتسيو ونادي لوميتساني وSSD 1937 Milazzo ‏ ونادي غروسيتو.

## وصلات خارجية
- فرانسيسكو مانشيني (لاعب كرة قدم) على موقع قاعدة بيانات كرة القدم.إي يو (الإنجليزية)
- فرانسيسكو مانشيني (لاعب كرة قدم) على موقع عالم كرة القدم.نت (الإنجليزية)